# Тканко Олександр Васильович
Олександр Васильович Тканко (23 грудня 1916, Макіївка — 18 квітня 2006, Черкаси) — Герой Радянського Союзу (1944), у роки німецько-радянської війни учасник партизанської боротьби в Україні, командир Закарпатського партизанського з'єднання.

## Біографія
Народився 23 грудня 1916 року в селі Макіївка Варвинського району Чернігівської області в селянській родині. Українець. Член ВКП (б) / КПРС з 1941 року. У 1932 році закінчив семирічну школу, педагогічні курси і вступив до Ніжинського інститут соціального виховання, який закінчив у 1935 році. З 1935 по 1940 рік працював педагогом у середній школі. У середині 1940 року був призначений директором Любешівського педагогічного технікуму Волинської області.
У вересні 1940 року призваний до лав Червоної Армії. Служив бійцем в гаубичного артилерійського полку. У лютому 1941 року О. В. Тканко був відряджений на курси політпрацівників Червоної Армії і закінчив їх у вересні 1941 року. Працював старшим інструктором з пропаганди в політвідділі району авіаційного базування.
З лютого по липень 1943 року О. В. Тканко працював у представництві Українського штабу партизанського руху на Південно-Західному фронті. У липні 1943 року при штабі Південно-Західного фронту була створена партизанська група під командуванням Олександра Тканко. У другій половині вересня 1943 року ця група допомогла підрозділам 57-ї гвардійської танкової бригади 3-ї гвардійської танкової армії форсувати Дніпро на південь від Переяслава, захопити село Григорівку і забезпечити переправу батальйону 6-го танкового корпусу.
Указом Президії Верховної Ради СРСР від 4 січня 1944 року за вміле керівництво бойовими діями партизанів при форсуванні частинами Червоної Армії Дніпра та проявлені при цьому мужність і героїзм Олександру Васильовичу Тканко присвоєно звання Героя Радянського Союзу із врученням ордена Леніна й медалі «Золота Зірка» (№ 2648).
Після закінчення війни О. В. Тканко повернувся до педагогічної роботи. Був ректором Чернівецького та Конотопського вчительських інститутів, а з 1953 по 1979 рік — ректором Черкаського державного педагогічного інституту. Кандидат історичних наук, професор. Жив в Черкасах. Помер 18 квітня 2006. Похований у Черкасах.

## Нагороди, пам'ять

Меморіальна дошка

Нагороджений орденом Леніна, орденом Жовтневої Революції, двома орденами Червоного Прапора, орденом Богдана Хмельницького 1-го ступеня, орденом Вітчизняної війни 1-го ступеня, орденом Трудового Червоного Прапора, орденом «Знак Пошани», медалями. Почесна грамота Президії Верховної Ради Української РСР (1964).
У Черкаському національному університеті імені Богдана Хмельницького, де О.В.Тканко був ректором протягом 1953—1979 рр., встановлено меморіальну дошку.
З 1989 року проходять легкоатлетичні змагання "Меморіал Героя Радянського Союзу, професора Тканка О.В." присвячені 67 річниці визволення м. Черкаси від німецько-фашистських загарбників. За період змагань у них брали учась команди вузів Берестя (Білорусь), Самари (Росія), Вінниці, Києва, Чернігова, Тернополя, Луцька, Кропивницького, Умані, Переяслава, Кременчука, Сум, Білої Церкви та Черкас.